# Бонгос
Бонгосът (мн.ч. на испански от bongo) е музикален перкусионен инструмент от групата на афро-кубинските мембранофонни инструменти, без определена височина. Съставен е от два свързани малки барабана с по една кожа, единият от които е по-голям, а другият – по-малък. Бият се с ръце или пръсти.